# Trinitatis-Kirche (Rodias)

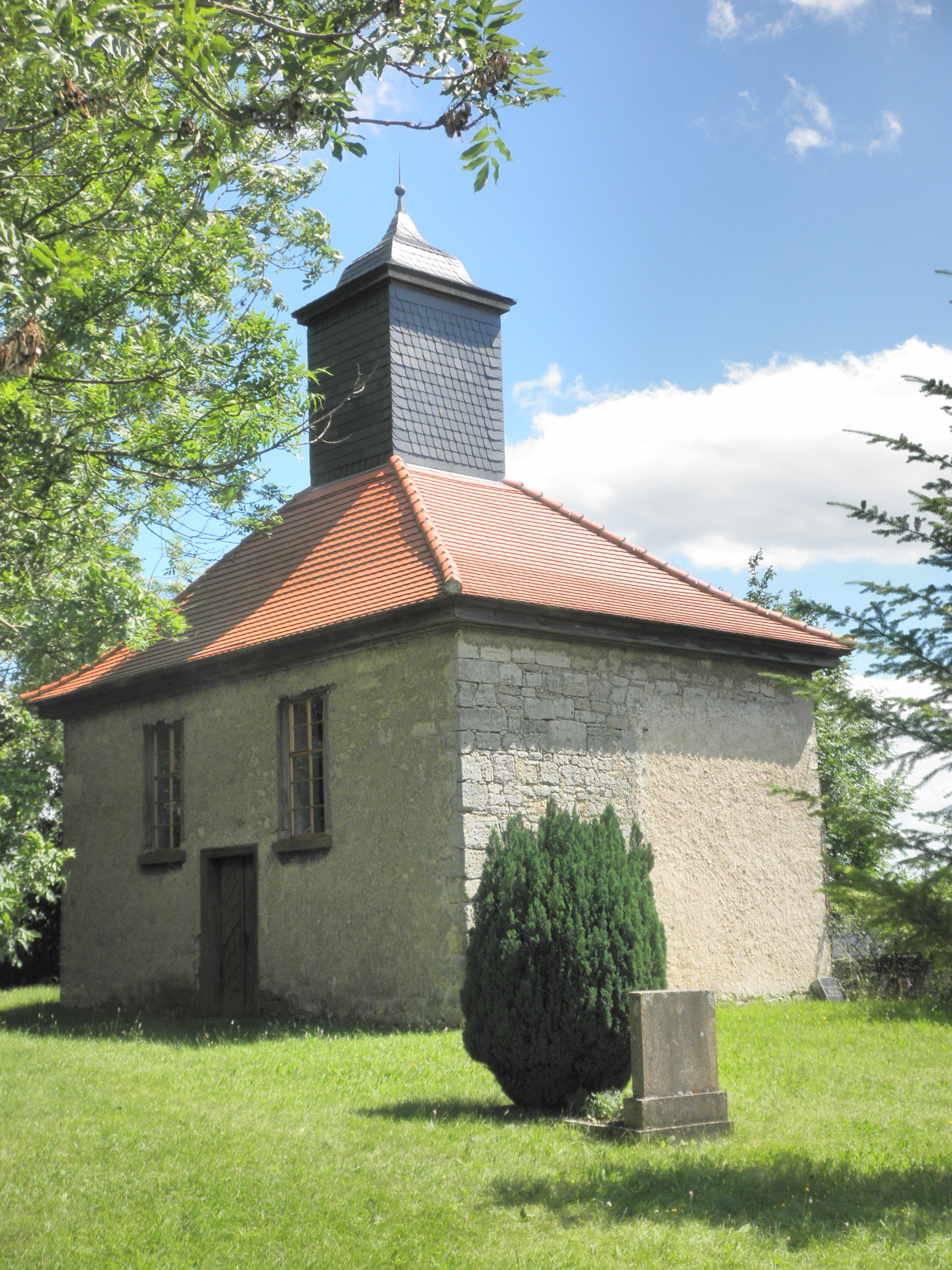
Die Kirche

Die Trinitatis-Kirche steht im Ortsteil Rodias der Gemeinde Milda im Saale-Holzland-Kreis in Thüringen. Die Kirche gehört zum Kirchenkreis Jena.

## Lage
Das Gotteshaus des kleinen exponiert liegenden Dörfchens liegt am südwestlichen Ortsrand von Bäumen umgeben.

## Geschichte
1717 erbaute der Patron Anton Ludwig von Schwartzenfels die Trinitatis-Kirche.
1844 wurde die Kirche im Rahmen einer ausführlichen Renovierung zweckmäßig ausgestaltet.
Besonders in den Jahren der DDR wurde die Kirche zusehends baufälliger. Das Dach wurde schadhaft; die Lehmdecke fiel zum Teil ein, das Dach verfiel, die Fenster wurden undicht.
1992 reparierte man das Dach, 2000 sanierte man das Gebäude, 2007 erfolgte der Einbau neuer originaler Kirchenfenster, die Ausstattung wurde erneuert.

## Glocke
Die Glocke wurde 1722 gegossen.